# O. James Reichman
Omer James (Jim) Reichman (* 4. Januar 1947 in Tampa, Florida) ist ein US-amerikanischer Mammaloge und Ökologe, der sich vornehmlich mit Nagetieren befasst.

## Leben
Reichmans Vater war bei der United States Air Force. Die Familie zog oft um und lebte abwechselnd in Florida, Kalifornien, Washington, Texas, Japan, Französisch-Marokko und Deutschland. Reichman verbrachte viel Zeit mit Camping, Jagen und Angeln, was sein großes Interesse an der Naturgeschichte weckte. Er beabsichtigte ursprünglich, wie sein Vater, Militärpilot zu werden, seine schlechte Sehkraft schloss diese Karriere jedoch aus, was ihn stattdessen dazu bewog, Biologie zu studieren.
Reichman besuchte zunächst das Broward County Community College in Fort Lauderdale, Florida. Anschließend schrieb er sich am Texas Technological College (heute Texas Tech University) ein und erwarb 1968 einen Bachelor of Arts in Biologie mit dem Nebenfach Geschichte. In seinem Abschlussjahr begann er ein Masterstudium bei Robert J. Baker, das er 1970 mit der Arbeit Ecology and systematics of the pocket gophers of the Davis Mountains, Texas abschloss. Hierfür untersuchte er die Interaktion zwischen zwei sympatrisch leben Taschenratten-Arten im Trans-Pecos von Texas.
Danach ging er als Doktorand an die Northern Arizona University, wo er 1974 mit der Dissertation Some ecological aspects of the diets of Sonoran desert rodents unter der Leitung von Terry Vaughan zum Ph.D. promoviert wurde. Seine Feldstudien führte er im Rahmen eines Projekts des International Biological Program über die Ökologie von Wüstennagern durch. Es folgte ein 10-monatiger Postdoc-Aufenthalt an der University of Utah unter der Leitung von James H. Brown.
Reichman begann 1975 als Forschungsökologe am Museum of Northern Arizona in Flagstaff, wo er 1979 zum stellvertretenden Forschungsdirektor ernannt wurde. 1981 wechselte er an die Kansas State University, wo er als Direktor der Konza Prairie Biological Station und stellvertretender Vize-Provost für Forschung tätig war sowie 18 Monate lang als Direktor des Ökologieprogramms bei der National Science Foundation arbeitete. 1995 wurde er zum stellvertretenden Forschungsdirektor des National Biological Service im Innenministerium der Vereinigten Staaten ernannt. 1996 wurde er Professor an der University of California, Santa Barbara (UCSB) und Direktor des National Center for Ecological Analysis and Synthesis, einem Forschungszentrum an der UCSB.
Im Laufe seiner Karriere war Reichman Mitglied und Vorsitzender vieler nationaler und internationaler Ausschüsse, Gremien und Vorstände, darunter BIOSIS, wo er drei Jahre lang Vorstandsvorsitzender war. Im Jahr 2008 ging Reichman in den Ruhestand und zog nach Eugene, Oregon.
Reichmans Forschung widmete sich dem Verhalten bei der Nahrungssuche und die langfristige Nahrungsspeicherung von Säugetieren, wobei Nagetiere die Hauptobjekte waren. Ein zweiter Bereich befasste sich mit der Ökologie und dem Verhalten unterirdisch lebender Nagetiere, einschließlich ihrer Auswirkungen auf Pflanzengemeinschaften sowie der Rolle unterirdisch lebender Nagetiere bei der Wiederherstellung und Erhaltung einheimischen Grünlands. Er führte auch eine Reihe von Studien durch, die allgemein auf Organismen anwendbar sind, darunter die Evolution von Regenerationsfähigkeiten, optimale Strategien zur Nahrungsspeicherung, die Geometrie von Nagetierhöhlen und der offene Zugang zu Daten. Zusätzlich zu seinen Forschungspublikationen hat Reichman zwei Bücher verfasst: Konza: A Tallgrass Natural History und Living Landscapes of Kansas.
Reichman wurde 1968 Mitglied der American Society of Mammalogists (ASM) und 1988 Vorstandsmitglied. Er diente von 1996 bis 1998 als Vizepräsident, von 1998 bis 2000 als Präsident sowie als Herausgeber und in einer Reihe von Ausschüssen der Gesellschaft. 2004 wurde Reichman mit dem Clinton Hart Merriam Award der ASM sowie dem Distinguished Service Award der Ecological Society of America ausgezeichnet, wo er als Vorstandsmitglied, Herausgeber der Zeitschrift Ecological Applications und Vorsitzender des Publikationsausschusses tätig war.